# Kotynina
Kotynina – organiczny związek chemiczny z grupy amin aromatycznych, pochodna pirolidyny.
Związek ten powstaje w wyniku rozkładu nikotyny w organizmie człowieka. Kotynina jest głównym metabolitem nikotyny, o okresie półtrwania 20 godzin. Jej wykrycie w organizmie jest możliwe do około tygodnia po użyciu tytoniu. W organizmie można ją wykryć w bardzo niskich stężeniach, do około 0,57 nmoli/l = 0,1 ng/ml. Badanie poziomu kotyniny pozwala także określić ekspozycję na dym tytoniowy (palenie bierne). Testy laboratoryjne pozwalają na wykrycie kotyniny w moczu, krwi i ślinie.